# استاروکوبوو
استاروکوبوو (انگلیسی: Starokubovo) یک شهرک در شهرستان ایگلینسکی استان باشقیرستان کشور روسیه است.